# FC Emmen in het seizoen 2010/11
Het seizoen 2010/2011 was het 85ste jaar in het bestaan van de Emmer voetbalclub FC Emmen. De club kwam uit in de Nederlandse Eerste Divisie en nam deel aan het toernooi om de KNVB beker.

## Algemeen
Voorafgaande het seizoen spreekt de club de ambitie uit om in het 'linkerrijtje' te eindigen. Dit houdt een plaats bij de eerste negen clubs van de eerste divisie in. Daarvoor heeft de club in totaal een budget van € 2,8 miljoen beschikbaar.
De voorbereiding op het seizoen verloopt uitermate stroef, waarop de clubleiding besluit om technisch manager Azing Griever aan de trainersstaf toe te voegen; hoofdtrainer Harry Sinkgraven gaat hier niet mee akkoord en op 2 augustus vertrekt hij bij de club. Griever wordt vervolgens aangesteld als interim-hoofdtrainer, totdat op 11 oktober bekend wordt dat René Hake per 18 oktober aan de slag gaat als nieuwe hoofdtrainer. Nadat de eerste wedstrijd onder zijn leiding met 5-0 verloren gaat, blijft de ploeg negen wedstrijden ongeslagen. De stijgende lijn kan echter niet worden doorgezet en FC Emmen eindigt uiteindelijk op een teleurstellende 13e plaats. Wel valt er een persoonlijk succesje te vieren; spelverdeler Tjaronn Chery wordt verkozen tot grootste talent van de eerste divisie.

## Resultaten

### Seizoensresultaten
FC Emmen in de Eerste divisie 2010/11:
| Stand | Gespeeld | Gewonnen | Gelijk | Verloren | Punten | Doelpunten voor | Doelpunten tegen | Gele kaarten | Rode kaarten | Geelrode kaarten | Gemiddeld aantal toeschouwers |
| ----- | -------- | -------- | ------ | -------- | ------ | --------------- | ---------------- | ------------ | ------------ | ---------------- | ----------------------------- |
| 13    | 34       | 8        | 11     | 15       | 35     | 48              | 64               | 55           | 5            | 4                | 2672                          |

### Wedstrijdresultaten

#### Eerste Divisie
|                                                            |          |               |                                                        | |
| 13 augustus 2010, 20:00                                    | FC Emmen | 0 - 2 (0 - 3) | FC Zwolle                                              | Opstelling FC Emmen: |
| Univé Stadion, Emmen 3.100 toeschouwers Arbiter: Gözübüyük |          |               | 1' Sjoerd Ars 33' Danny Schreurs 86' (str.) Sjoerd Ars | Zeinstra, Leonardo, Fischer (46' De Groot), Zimmerman, G. De Vries, Poldervaart (61' Malenović), Chery, Paridaans, Rojer, Ter Heide, Stolte (69' Denissen) |

|                                                                 |                                           |               |                   | |
| 20 augustus 2010, 20:00                                         | SC Cambuur                                | 2 - 1 (0 - 0) | FC Emmen          | Opstelling FC Emmen: |
| Cambuur Stadion, Leeuwarden 8.000 toeschouwers Arbiter: Janssen | Nassir Maachi 50' Reza Ghoochannejhad 78' |               | 84' Guus de Vries | Zeinstra, J. De Vries, Fischer (87' Paridaans), Zimmerman, G. De Vries, De Groot, Chery, Stolte, Denissen (81' Malenović), Ter Heide, Rojer |

|                                                            |                                                                             |               |                                                     | |
| 27 augustus 2010, 20:00                                    | FC Emmen                                                                    | 2 - 3 (2 - 2) | MVV Maastricht                                      | Opstelling FC Emmen: |
| Univé Stadion, Emmen 2.173 toeschouwers Arbiter: Bekebrede | Eldridge Rojer 16' Tjaronn Chery 29' Steven de Blok 90' Johnny de Vries 90' |               | 12' Tom van Hyfte 19' Malcolm Esajas 82' Tom Daemen | Zeinstra, J. De Vries, Zimmerman, Paridaans (85' De Blok), G. De Vries, De Groot, Chery, Stolte, Denissen (74' Malenović), Ter Heide, Rojer. |

|                                                              |                    |               |                           | |
| 3 september 2010, 20:00                                      | BV Veendam         | 1 - 1 (1 - 0) | FC Emmen                  | Opstelling FC Emmen: |
| De Langeleegte, Veendam 3.095 toeschouwers Arbiter: Kamphuis | Andrzej Ornoch 15' |               | 71' (str.) Ruud ter Heide | Zeinstra, Leonardo (46' Van Anholt), De Groot, Zimmerman, G. De Vries, Denissen, Chery, Stolte, De Visscher (82' Malenović), Ter Heide, Rojer |

|                                                                |                                |               |                                                             | |
| 10 september 2010, 20:00                                       | Fortuna Sittard                | 0 - 3 (1 - 3) | FC Emmen                                                    | Opstelling FC Emmen: |
| Trendwork Arena, Sittard 2.809 toeschouwers Arbiter: Tulleners | Diogo 68' Fabio Caracciolo 82' |               | 3' Jeffrey de Visscher 20' Hans Denissen 45’ Ruud ter Heide | Zeinstra, Piesche (79' Van Anholt), De Groot, Zimmerman, G. De Vries, Chery, Denissen, Stolte, De Visscher, Ter Heide, Rojer (85' Malenović) |

|                                                          |                                     |               |                                                        | |
| 17 september 2010, 20:00                                 | FC Emmen                            | 1 - 3 (1 - 0) | Helmond Sport                                          | Opstelling FC Emmen: |
| Univé Stadion, Emmen 2.450 toeschouwers Arbiter: Bakkelo | Tjaronn Chery 30' Guus de Vries 78' |               | 66' Mark Höcher 67' Philipp Haastrup 90' Bruno Andrade | Zeinstra, J. De Vries, De Groot, Zimmerman, G. De Vries, Chery, Denissen (85' Malenović), Stolte, De Visscher (46' Van Anholt), Ter Heide, Rojer |

|                                                                        |                                                        |               |                                         | |
| 24 september 2010, 20:00                                               | Almere City FC                                         | 1 - 1 (0 - 1) | FC Emmen                                | Opstelling FC Emmen: |
| Mitsubishi Forklift-Stadion, Almere 1.233 toeschouwers Arbiter: Higler | Hanne Hagary 63' Karim Fachtali 69' Touvarno Pinas 83' |               | 10' Eldridge Rojer 51' Angelo Zimmerman | Zeinstra, J. De Vries, De Groot, Zimmerman, Piesche, Chery, Denissen (46' Van Anholt), Stolte, De Visscher (80' Malenović), Ter Heide (58' Görtz), Rojer |

|                                                                         |                                                         |               |                    | |
| 1 oktober 2010, 20:00                                                   | FC Den Bosch                                            | 3 - 1 (1 - 1) | FC Emmen           | Opstelling FC Emmen: |
| Stadion De Vliert, 's-Hertogenbosch 3.769 toeschouwers Arbiter: Dierick | Niels Vorthoren 11' Ronnie Reniers 58' John Verhoek 79' |               | 38' Ruud ter Heide | Zeinstra, J. De Vries, De Groot, Görtz, G. De Vries, Chery, Denissen (82' Van Anholt), Stolte, De Visscher, Ter Heide, Rojer (82' Malenović) |

|                                                        |                                                         |               |                                                       | |
| 15 oktober 2010, 20:00                                 | FC Emmen                                                | 3 - 3 (1 - 1) | Telstar                                               | Opstelling FC Emmen: |
| Univé Stadion, Emmen 2.164 toeschouwers Arbiter: Cairo | Ruud ter Heide 24' Hans Denissen 65' Ruud ter Heide 74' |               | 30' Benito Olenski 50' Raymond Fafiani 90' Johan Plat | Zeinstra, J. De Vries, De Groot, Zimmerman, G. De Vries, Chery, Denissen, Stolte (66' Görtz), De Visscher, Ter Heide (83' Malenović), Rojer |

|                                                                 | |               |          | |
| 22 oktober 2010, 20:00                                          | Sparta Rotterdam                                                                                          | 5 - 0 (1 - 0) | FC Emmen | Opstelling FC Emmen: |
| Sparta-Stadion, Rotterdam 7.652 toeschouwers Arbiter: Bekebrede | Lerin Duarte 43' Kevin Strootman 54' Joey Godee 69' Johan Voskamp 83' Joshua John 85' Kevin Strootman 90' |               |          | Zeinstra, J. De Vries, De Groot, Zimmerman, G. De Vries (77' Stolte), Chery, Denissen (56' Van Anholt) (89' Malenović), Piesche, De Visscher, Ter Heide, Rojer |

|                                                         |                                       |               |                 | |
| 29 oktober 2010, 20:00                                  | FC Emmen                              | 2 - 1 (1 - 0) | RBC Roosendaal  | Opstelling FC Emmen: |
| Univé Stadion, Emmen 1.933 toeschouwers Arbiter: Winter | Eldridge Rojer 45' Ruud ter Heide 80' |               | 77' Niek Ripson | Zeinstra, J. De Vries, De Groot, Fischer, G. De Vries, Chery, Zimmerman, Piesche (88' Velda), De Visscher (58' Leonardo), Ter Heide, Rojer |

|                                                                   |                                       |               |                                     | |
| 5 november 2010, 20:00                                            | AGOVV Apeldoorn                       | 2 - 2 (0 - 0) | FC Emmen                            | Opstelling FC Emmen: |
| Sportpark Berg & Bos, Apeldoorn 2.069 toeschouwers Arbiter: Honig | Michiel Hemmen 62' Jaime Bruinier 90' |               | 70' Hans Denissen 79' Tjaronn Chery | Zeinstra, Piesche, Fischer, Zimmerman, G. De Vries, De Groot (64' Velda), Chery, J. De Vries, De Visscher (69' Denissen), Ter Heide (86' Stolte), Rojer |

|                                                            |                   |               |                                      | |
| 15 november 2010, 20:00                                    | FC Emmen          | 1 - 1 (1 - 0) | Go Ahead Eagles                      | Opstelling FC Emmen: |
| Univé Stadion, Emmen 2.011 toeschouwers Arbiter: Gözübüyük | Hans Denissen 26' |               | 31' Michal Janota 86' Freek Heerkens | Zeinstra, Piesche, Fischer, Zimmerman, G. De Vries, De Groot, Chery, J. De Vries, Denissen, Rojer, De Visscher (82' Stolte) |

|                                                             |               |               |                                                                     | |
| 22 november 2010, 20:00                                     | FC Volendam   | 1 - 3 (0 - 2) | FC Emmen                                                            | Opstelling FC Emmen: |
| Kras Stadion, Volendam 3.393 toeschouwers Arbiter: Makkelie | Jack Tuyp 62' |               | 10' Jeffrey de Visscher 13' Guus de Vries 58' (e.d.) Henny Schilder | Zeinstra, Piesche, Fischer, Zimmerman, G. De Vries, Velda, Chery, J. De Vries (64' Stolte), Denissen (78' Malenović), De Visscher, Rojer (86' De Blok) |

|                                                           |                                      |               |                    | |
| 26 november 2010, 20:00                                   | FC Emmen                             | 2 - 1 (0 - 0) | RKC Waalwijk       | Opstelling FC Emmen: |
| Univé Stadion, Emmen 2.122 toeschouwers Arbiter: Kamphuis | Tjaronn Chery 54' Eldridge Rojer 75' |               | 61' Donny de Groot | Zeinstra, Piesche (46' Görtz), Fischer, Zimmerman, G. De Vries (63' Stolte), Velda, Chery, J. De Vries, Denissen (86' De Blok), Rojer, De Visscher |

|                                                                    |                  |               |                     | |
| 10 december 2010, 20:00                                            | FC Eindhoven     | 1 - 1 (0 - 1) | FC Emmen            | Opstelling FC Emmen: |
| Jan Louwers Stadion, Eindhoven 1.960 toeschouwers Arbiter: Ketting | Jens van Son 50' |               | 34' Johnny de Vries | Zeinstra, Görtz (84' Stolte), Fischer, Zimmerman, G. De Vries, Velda, Chery, J. De Vries, Denissen, Rojer, De Visscher (87' De Groot) |

|                                                              |                                                                              |               |                                                                          | |
| 14 januari 2011, 20:00                                       | FC Zwolle                                                                    | 3 - 4 (3 - 3) | FC Emmen                                                                 | Opstelling FC Emmen: |
| Oosterenkstadion, Zwolle 8.670 toeschouwers Arbiter: Sanders | Danny Schreurs 10' Pepijn Kluin 13' Bram van Polen 26' Joey van den Berg 72' |               | 19' Tjaronn Chery 38' Guus de Vries 44' Eldridge Rojer 90' Hans Denissen | Zeinstra, Piesche (82' Stolte), Fischer (66' De Groot), Zimmerman, G. De Vries, Velda, Chery, J. De Vries, Denissen, Rojer, De Visscher (66' Ter Heide) |

|                                                           |                                      |               |                                        | |
| 17 januari 2011, 20:00                                    | FC Emmen                             | 2 - 2 (0 - 1) | FC Dordrecht                           | Opstelling FC Emmen: |
| Univé Stadion, Emmen 1.850 toeschouwers Arbiter: Lindhout | Tjaronn Chery 47' Eldridge Rojer 63' |               | 45' Bart van Hintum 88' Moussa Kalisse | Zeinstra, Piesche, Fischer, Zimmerman, G. De Vries (68' Stolte), Velda, Chery, De Groot, Denissen, Rojer, De Visscher (68' Ter Heide) |

|                                                         |                                       |               |                                             | |
| 21 januari 2011, 20:00                                  | FC Emmen                              | 2 - 1 (2 - 1) | Sparta Rotterdam                            | Opstelling FC Emmen: |
| Univé Stadion, Emmen 2.813 toeschouwers Arbiter: Higler | Eldridge Rojer 20' Eldridge Rojer 32' |               | 5' Joey Godee 75' Joshua John 83' Ruud Kras | Zeinstra, Piesche, Fischer, Zimmerman, G. De Vries, Velda (46' J. De Vries), Chery, De Groot, Denissen (89' Stolte), Rojer, De Visscher (46' Görtz) |

|                                                           |                   |               |          | |
| 31 januari 2011, 20:45                                    | MVV Maastricht    | 1 - 0 (1 - 0) | FC Emmen | Opstelling FC Emmen: |
| Geusselt, Maastricht 4.021 toeschouwers Arbiter: Kamphuis | Malcolm Esajas 6' |               |          | Zeinstra, Piesche, Fischer, Görtz, G. De Vries, Velda, Chery (77' Shayesteh), De Groot, Denissen (46' Ter Heide), Rojer, De Visscher |

|                                                                    |                       |               |                   | |
| 4 februari 2011, 20:00                                             | Go Ahead Eagles       | 1 - 0 (0 - 0) | FC Emmen          | Opstelling FC Emmen: |
| De Adelaarshorst, Deventer 4.043 toeschouwers Arbiter: Wiedemeijer | Kevin van Diermen 61' |               | 83' Guus de Vries | Zeinstra, Görtz, De Groot, Fischer, G. De Vries, Velda, Chery, J. De Vries, Denissen (71' Wolters), Rojer, De Visscher (70' Ter Heide) |

|                                                          |                    |               |                          | |
| 11 februari 2011, 20:00                                  | FC Emmen           | 1 - 1 (1 - 0) | FC Volendam              | Opstelling FC Emmen: |
| Univé Stadion, Emmen 2.250 toeschouwers Arbiter: Sanders | Ruud ter Heide 33' |               | 69' (str.) Melvin Platje | Zeinstra, Görtz, De Groot, Fischer, Zimmerman, Shayesteh (82' Poldervaart), Chery, J. De Vries, De Visscher (46' Denissen), Ter Heide, Rojer |

|                                                         |          |               |                                                                                          | |
| 14 februari 2011, 20:00                                 | FC Emmen | 0 - 4 (0 - 1) | SC Cambuur                                                                               | Opstelling FC Emmen: |
| Univé Stadion, Emmen 2.183 toeschouwers Arbiter: Winter |          |               | 38' Reza Ghoochannejhad 58' Reza Ghoochannejhad 67' Oguzhan Türk 70' Reza Ghoochannejhad | Zeinstra, Görtz, Fischer, Zimmerman, G. De Vries, Shayesteh (76' Poldervaart), Chery, J. De Vries, Denissen (46' Wolters), Ter Heide, Rojer (76' Mitrović) |

|                                                                     |                                            |               |                    | |
| 18 februari 2011, 20:00                                             | RKC Waalwijk                               | 2 - 0 (2 - 0) | FC Emmen           | Opstelling FC Emmen: |
| Mandemakers Stadion, Waalwijk 3.122 toeschouwers Arbiter: Bekebrede | Derk Boerrigter 10' Fred Benson (str.) 32' |               | 31' Sander Fischer | Zeinstra, Görtz, De Groot, Fischer, Zimmerman, J. De Vries (14' Velda), Chery, Shayesteh (84' Wolters), Denissen (35' G. De Vries), Ter Heide, Rojer |

|                                                          | |               |                    | |
| 25 februari 2011, 20:00                                  | FC Emmen | 6 - 0 (2 - 0) | AGOVV Apeldoorn    | Opstelling FC Emmen: |
| Univé Stadion, Emmen 2.043 toeschouwers Arbiter: Bakkelo | Ruud ter Heide 18' Tjaronn Chery 45' Ruud ter Heide 50' Eldridge Rojer 54' Tjaronn Chery 71' Ruud ter Heide 76' |               | 41' Florian Riedel | Zeinstra, Piesche, De Groot, Görtz, Zimmerman, Velda (72' Poldervaart), Chery, J. De Vries, Denissen (76' Mitrović), Ter Heide, Rojer (81' Wolters) |

|                                                             |                    |               |                                                                | |
| 4 maart 2011, 20:00                                         | RBC Roosendaal     | 1 - 3 (0 - 2) | FC Emmen                                                       | Opstelling FC Emmen: |
| RBC Stadion, Roosendaal 1.525 toeschouwers Arbiter: Deckers | Ralf Seuntjens 58' |               | 31' Ruud ter Heide 34' Ruud ter Heide 47' (str.) Tjaronn Chery | Zeinstra, Piesche, De Groot, Zimmerman, G. De Vries, Shayesteh, Chery, J. De Vries, Denissen (74' Mitrović), Ter Heide, Rojer (80' Wolters) |

|                                                          |                   |               |                     | |
| 11 maart 2011, 20:00                                     | FC Emmen          | 0 - 1 (0 - 1) | BV Veendam          | Opstelling FC Emmen: |
| Univé Stadion, Emmen 5.434 toeschouwers Arbiter: Kuipers | Bart de Groot 72' |               | 88' Miloš Malenović | Zeinstra, Görtz, De Groot, Zimmerman, G. De Vries, J. De Vries, Chery, Shayesteh (85' Wolters), Denissen (75' Velda), Ter Heide, Rojer (38' De Visscher) |

|                                                            |          |               |                                      | |
| 18 maart 2011, 20:00                                       | FC Emmen | 0 - 2 (0 - 1) | Fortuna Sittard                      | Opstelling FC Emmen: |
| Univé Stadion, Emmen 2.025 toeschouwers Arbiter: Bekebrede |          |               | 16' Jerson Ribeiro 90' Henrik Ojamaa | Zeinstra, Görtz, Fischer, Zimmerman, G. De Vries, Shayesteh (64' Poldervaart), Chery, J. De Vries, Denissen (64' Mitrović), Ter Heide, De Visscher (64' Wolters) |

|                                                      |                                      |               |                                                              | |
| 1 april 2011, 20:00                                  | Helmond Sport                        | 2 - 2 (1 - 1) | FC Emmen                                                     | Opstelling FC Emmen: |
| De Braak, Helmond 3.117 toeschouwers Arbiter: Higler | Mark Höcher 30' Ilja van Leerdam 82' |               | 16' Eldridge Rojer 75' Jeffrey de Visscher 86' Randy Wolters | Zeinstra, Görtz, Fischer, Zimmerman, G. De Vries, Velda, Chery, J. De Vries, De Visscher, Ter Heide, Rojer (69' Wolters) |

|                                                         |          |       |                | |
| 8 april 2011, 20:00                                     | FC Emmen | 0 - 0 | Almere City FC | Opstelling FC Emmen: |
| Univé Stadion, Emmen 3.373 toeschouwers Arbiter: Winter |          |       |                | Zeinstra, Leonardo (70' Poldervaart), Görtz, Zimmerman, G. De Vries, Velda, Chery, J. De Vries, Denissen (76' Wolters), Ter Heide (85' Mitrović), Rojer |

|                                                                          |                                                                               |               |                   | |
| 15 april 2011, 20:00                                                     | Telstar                                                                       | 4 - 1 (3 - 0) | FC Emmen          | Opstelling FC Emmen: |
| TATA Steel Stadion, Velsen-Zuid 2.636 toeschouwers Arbiter: Van de Graaf | Harm Zeinstra (e.d.) 7' Ilias Haddad 29' Wouter de Vogel 32' Kevin Brands 71' |               | 56' Guus de Vries | Zeinstra, Görtz, De Groot, Zimmerman, G. De Vries, Velda, Chery (46' Poldervaart), J. De Vries, De Visscher (76' Ter Heide), Rojer, Wolters (76' Denissen) |

|                                                         |          |               |                                                             | |
| 22 april 2011, 20:00                                    | FC Emmen | 0 - 3 (0 - 2) | FC Den Bosch                                                | Opstelling FC Emmen: |
| Univé Stadion, Emmen 3.913 toeschouwers Arbiter: Abbink |          |               | 19' Paco van Moorsel 45' Paco van Moorsel 78' Tom van Weert | Zeinstra, Görtz, Fischer, Zimmerman, G. De Vries (23' Van der Ven), Velda, Poldervaart, J. De Vries, De Visscher, Ter Heide (46' Denissen), Wolters (60' Mitrović) |

|                                                                |                                    |               |                    | |
| 29 april 2011, 20:00                                           | FC Dordrecht                       | 2 - 1 (2 - 1) | FC Emmen           | Opstelling FC Emmen: |
| GN Bouw Stadion, Dordrecht 2.326 toeschouwers Arbiter: Ketting | Santi Hulst 70' Moussa Kalisse 84' |               | 86' Ruud ter Heide | Zeinstra, Leonardo (73' Huntink), De Groot, Fischer, Zimmerman, Velda, Chery, Van der Ven, Wolters (66' Denissen), Ter Heide, Stolte (78' De Visscher) |

|                                                                 |                                                                   |               |                                                         | |
| 6 mei 2011, 20:00                                               | FC Emmen                                                          | 2 - 2 (1 - 0) | FC Eindhoven                                            | Opstelling FC Emmen: |
| Univé Stadion, Emmen 3.598 toeschouwers Arbiter: Van der Scheer | Ruud ter Heide 23' Ruud ter Heide (str.) 76' Angelo Zimmerman 79' |               | 58' Ratko Vansimpsen 75' Sjors Paridaans 89' Serhat Koç | Zeinstra, Leonardo (90' Görtz), De Groot, Fischer, Zimmerman, Velda, Chery, J. De Vries (59' Van der Ven), Denissen (70' De Visscher), Ter Heide, Stolte |

#### KNVB Beker
|                                                           |                   |               |                                               | |
| 21 september 2010, 20:00                                  | FC Emmen          | 1 - 3 (0 - 0) | sc Heerenveen                                 | Opstelling FC Emmen: |
| Univé Stadion, Emmen 3.127 toeschouwers Arbiter: Wegereef | Tjaronn Chery 84' |               | 69' Viktor Elm 82' Bas Dost 86' Mika Väyrynen | Zeinstra, J. De Vries, De Groot, Zimmerman, Piesche (71' Huntink), Van Anholt (83' De Blok), Denissen (78' Malenovic), Stolte, Chery, Ter Heide, Rojer |

## Selectie

### Technische staf
| Naam           | Functie           |
| -------------- | ----------------- |
| Azing Griever  | Technisch manager |
| René Hake      | Hoofdtrainer      |
| Joseph Oosting | assistent-trainer |
| Jannes Wolters | assistent-trainer |
| Richard Moes   | Keeperstrainer    |
| Jan Haak       | Verzorger         |
| Wim Mulder     | Verzorger         |

### Spelers en -statistieken
| # | Land                                      | Naam                      | Competitie | Competitie | Beker   | Beker   | Totaal  | Totaal  | Contract tot | Seizoen bij FC Emmen | Vorige club           | Debuut FC Emmen   |         |         |         |         |
| # | Land                                      | Naam                      | W          |            | W       |         | W       |         | Contract tot | Seizoen bij FC Emmen | Vorige club           | Debuut FC Emmen   |         |         |         |         |
|   |                                           | Keepers                   | Keepers    | Keepers    | Keepers | Keepers | Keepers | Keepers | Keepers      | Keepers              | Keepers               | Keepers           | Keepers | Keepers | Keepers | Keepers |
| - | ----------------------------------------- | ------------------------- | ---------- | ---------- | ------- | ------- | ------- | ------- | ------------ | -------------------- | --------------------- | ----------------- | ------- | ------- | ------- | ------- |
|   | Vlag van Nederland                        | Diederik Bangma           | 0          | 0          | 0       | 0       | 0       | 0       | 2011 huur    | 1e                   | sc Heerenveen         | -                 |         |         |         |         |
|   | Vlag van Nederland                        | Pieter IJzerman           | 0          | 0          | 0       | 0       | 0       | 0       | 2011         | 2e                   | FC Emmen (jeugd)      | -                 |         |         |         |         |
|   | Vlag van Nederland                        | Harm Zeinstra             | 34         | 0          | 1       | 0       | 35      | 0       | 2011 huur    | 2e                   | sc Heerenveen (jeugd) | 18 oktober 2009   |         |         |         |         |
|   |                                           | Verdedigers               |            |            |         |         |         |         |              |                      |                       |                   |         |         |         |         |
|   | Vlag van Nederland                        | Sander Fischer            | 21         | 0          | 0       | 0       | 21      | 0       | 2012         | 2e                   | SC Cambuur            | 22 januari 2010   |         |         |         |         |
|   | Vlag van Nederland                        | Kevin Görtz               | 19         | 0          | 0       | 0       | 19      | 0       | 2011         | 5e                   | FC Emmen (jeugd)      | 2 maart 2007      |         |         |         |         |
|   | Vlag van Nederland                        | Bart de Groot             | 27         | 0          | 1       | 0       | 28      | 0       | 2011 huur    | 1e                   | sc Heerenveen (jeugd) | 13 augustus 2010  |         |         |         |         |
|   | Vlag van Brazilië                         | Leonardo dos Santos Silva | 6          | 0          | 0       | 0       | 6       | 0       | 2011         | 2e                   | Veranópolis           | 22 januari 2010   |         |         |         |         |
|   | Vlag van Nederland                        | Sjors Paridaans           | 3          | 0          | 0       | 0       | 3       | 0       | 2011         | 2e                   | FC Eindhoven (jeugd)  | 14 augustus 2009  |         |         |         |         |
|   | Vlag van Duitsland                        | Marcel Piesche            | 14         | 0          | 1       | 0       | 15      | 0       | 2011         | 1e                   | FC Groningen          | 5 augustus 2011   |         |         |         |         |
|   | Vlag van Nederland                        | Guus de Vries             | 29         | 4          | 0       | 0       | 29      | 4       | 2011         | 4e                   | BV Veendam            | 21 november 2008  |         |         |         |         |
|   | Vlag van Nederlandse Antillen (1986-2010) | Angelo Zimmerman          | 31         | 0          | 1       | 0       | 32      | 0       | 2011         | 3e                   | RBC Roosendaal        | 11 augustus 2006  |         |         |         |         |
|   |                                           | Middenvelders             |            |            |         |         |         |         |              |                      |                       |                   |         |         |         |         |
|   | Vlag van Nederland                        | Pelé van Anholt           | 6          | 0          | 1       | 0       | 7       | 0       | 2011 huur    | 1e                   | sc Heerenveen (jeugd) | 3 september 2010  |         |         |         |         |
|   | Vlag van Nederland                        | Tjaronn Chery             | 33         | 9          | 1       | 1       | 34      | 10      | 2012         | 1e                   | FC Twente             | 13 augustus 2010  |         |         |         |         |
|   | Vlag van Nederland                        | Enzo Huntink              | 1          | 0          | 1       | 0       | 2       | 0       | 2011 huur    | 1e                   | sc Heerenveen (jeugd) | 21 september 2010 |         |         |         |         |
|   | Vlag van Nederland                        | Michel Poldervaart        | 8          | 0          | 0       | 0       | 8       | 0       | 2011         | 2e                   | sc Heerenveen (jeugd) | 7 augustus 2009   |         |         |         |         |
|   | Vlag van Afghanistan                      | Qays Shayesteh            | 7          | 0          | 0       | 0       | 7       | 0       | 2011         | 1e                   | BV Veendam            | 31 januari 2011   |         |         |         |         |
|   | Vlag van Nederland                        | Richard Stolte            | 20         | 0          | 1       | 0       | 21      | 0       | 2011         | 1e                   | sc Heerenveen         | 13 augustus 2010  |         |         |         |         |
|   | Vlag van Nederland                        | Kay Velda                 | 19         | 0          | 0       | 0       | 19      | 0       | 2012         | 1e                   | PSV (jeugd)           | 29 oktober 2010   |         |         |         |         |
|   | Vlag van Nederland                        | Erik van der Ven          | 3          | 0          | 0       | 0       | 3       | 0       | 2011         | 2e                   | TOP Oss               | 7 augustus 2009   |         |         |         |         |
|   | Vlag van Nederland                        | Johnny de Vries           | 28         | 1          | 1       | 0       | 29      | 1       | 2011 huur    | 1e                   | sc Heerenveen (jeugd) | 20 augustus 2010  |         |         |         |         |
|   |                                           | Aanvallers                |            |            |         |         |         |         |              |                      |                       |                   |         |         |         |         |
|   | Vlag van Nederland                        | Steven de Blok            | 3          | 0          | 1       | 0       | 4       | 0       | 2011         | 2e                   | FC Emmen (jeugd)      | 7 augustus 2009   |         |         |         |         |
|   | Vlag van Nederland                        | Hans Denissen             | 32         | 5          | 1       | 0       | 33      | 5       | 2011         | 2e                   | FC Haka               | 4 september 2009  |         |         |         |         |
|   | Vlag van Nederland                        | Ruud ter Heide            | 29         | 15         | 1       | 0       | 30      | 15      | 2014         | 2e                   | SC Cambuur            | 22 januari 2010   |         |         |         |         |
|   | Vlag van Zwitserland                      | Miloš Malenović           | 11         | 0          | 1       | 0       | 12      | 0       | 2011         | 2e                   | FC Omniworld          | 8 oktober 2009    |         |         |         |         |
|   | Vlag van Oostenrijk                       | Radovan Mitrović          | 6          | 0          | 0       | 0       | 6       | 0       | 2011 huur    | 1e                   | sc Heerenveen         | 14 februari 2011  |         |         |         |         |
|   | Vlag van Nederland                        | Eldridge Rojer            | 30         | 10         | 1       | 0       | 31      | 10      | 2012         | 1e                   | FC Zwolle (jeugd)     | 13 augustus 2010  |         |         |         |         |
|   | Vlag van Nederland                        | Jeffrey de Visscher       | 26         | 2          | 0       | 0       | 26      | 2       | 2013         | 2e                   | SC Cambuur            | 19 augustus 2001  |         |         |         |         |
|   | Vlag van Nederland                        | Randy Wolters             | 12         | 1          | 0       | 0       | 12      | 1       | 2011         | 1e                   | FC Utrecht            | 4 februari 2011   |         |         |         |         |

### Mutaties

#### Aangetrokken
Zomer
|                    | Naam                | Vorige club   | Transfersom  | Contract | Bijzonderheden                            |
| ------------------ | ------------------- | ------------- | ------------ | -------- | ----------------------------------------- |
| Vlag van Nederland | Pelé van Anholt     | sc Heerenveen | gehuurd      | 2011     |                                           |
| Vlag van Nederland | Tjaronn Chery       | FC Twente     | transfervrij | 2012     | was verhuurd aan RBC Roosendaal           |
| Vlag van Nederland | Sander Fischer      | SC Cambuur    | transfervrij | 2012     | was gehuurd                               |
| Vlag van Nederland | Bart de Groot       | sc Heerenveen | gehuurd      | 2011     |                                           |
| Vlag van Nederland | Ruud ter Heide      | SC Cambuur    | onbekend     | 2014     | was gehuurd, gekocht voor onbekend bedrag |
| Vlag van Nederland | Enzo Huntink        | sc Heerenveen | gehuurd      | 2011     |                                           |
| Vlag van Duitsland | Marcel Piesche      | FC Twente     | transfervrij | 2011     | optie tot 2012                            |
| Vlag van Nederland | Eldridge Rojer      | FC Zwolle     | transfervrij | 2012     |                                           |
| Vlag van Nederland | Richard Stolte      | sc Heerenveen | gehuurd      | 2011     |                                           |
| Vlag van Nederland | Kay Velda           | PSV           | transfervrij | 2012     |                                           |
| Vlag van Nederland | Jeffrey de Visscher | SC Cambuur    | transfervrij | 2013     |                                           |
| Vlag van Nederland | Johnny de Vries     | sc Heerenveen | gehuurd      | 2011     |                                           |

Tussentijds en winter
|                      | Naam             | Vorige club   | Transfersom  | Contract | Bijzonderheden |
| -------------------- | ---------------- | ------------- | ------------ | -------- | -------------- |
| Vlag van Nederland   | Diederik Bangma  | sc Heerenveen | gehuurd      | 2011     |                |
| Vlag van Oostenrijk  | Radovan Mitrović | sc Heerenveen | gehuurd      | 2011     |                |
| Vlag van Afghanistan | Qays Shayesteh   | BV Veendam    | transfervrij | 2011     | optie tot 2012 |
| Vlag van Nederland   | Randy Wolters    | FC Utrecht    | gehuurd      | 2011     |                |

#### Vertrokken
Zomer
|                                           | Naam              | Nieuwe club      | Transfersom  | Bijzonderheden                |
| ----------------------------------------- | ----------------- | ---------------- | ------------ | ----------------------------- |
| Vlag van Nederland                        | Arjen Bergsma     | Harkemase Boys   | n.v.t.       | was gehuurd                   |
| Vlag van Nederland                        | Erwin Buurmeijer  | WKE              | transfervrij |                               |
| Vlag van Nederlandse Antillen (1986-2010) | Anton Jongsma     | WKE              | transfervrij |                               |
| Vlag van Nederlandse Antillen (1986-2010) | Timothy Cathalina | Tranmere Rovers  | transfervrij |                               |
| Vlag van Hongarije                        | Tamas German      | Lombard-Pápa TFC | n.v.t.       | was gehuurd                   |
| Vlag van Nederland                        | Xander Houtkoop   | Heracles Almelo  | n.v.t.       | was gehuurd van sc Heerenveen |
| Vlag van Nederland                        | Patrick Lip       | SC Genemuiden    | transfervrij |                               |
| Vlag van Burkina Faso                     | Rahim Ouedraogo   | gestopt          | n.v.t.       |                               |
| Vlag van Nederland                        | Niek Ripson       | RBC Roosendaal   | transfervrij |                               |
| Vlag van Nederland                        | Frank Schijff     | HHC Hardenberg   | transfervrij |                               |
| Vlag van Nederland                        | Tim Siekman       | HHC Hardenberg   | transfervrij |                               |
| Vlag van Nederland                        | Roy Stroeve       | HHC Hardenberg   | transfervrij |                               |
| Vlag van Nederland                        | Bas van Wegen     | MVV Alcides      | transfervrij |                               |
| Vlag van Nederland                        | Jannes Wolters    | gestopt          | n.v.t.       |                               |

Tussentijds en winter
|                      | Naam            | Nieuwe club  | Transfersom  | Bijzonderheden                                                     |
| -------------------- | --------------- | ------------ | ------------ | ------------------------------------------------------------------ |
| Vlag van Nederland   | Steven de Blok  | WKE          | transfervrij |                                                                    |
| Vlag van Nederland   | Pieter IJzerman | WKE          | transfervrij |                                                                    |
| Vlag van Zwitserland | Miloš Malenović | BV Veendam   | verhuurd     |                                                                    |
| Vlag van Nederland   | Sjors Paridaans | FC Eindhoven | transfervrij | per 31 augustus 2010                                               |
| Vlag van Duitsland   | Marcel Piesche  | TuS Lingen   | transfervrij | vertrokken per 22 maart 2011, per 30 augustus 2011 naar TuS Lingen |

AGOVV Apeldoorn ·
Almere City FC ·
SC Cambuur ·
FC Den Bosch ·
FC Dordrecht ·
FC Eindhoven ·
FC Emmen ·
Fortuna Sittard ·
Go Ahead Eagles ·
Helmond Sport ·
MVV Maastricht ·
RBC Roosendaal ·
RKC Waalwijk ·
Sparta Rotterdam ·
Telstar ·
BV Veendam ·
FC Volendam ·
FC Zwolle